# Steirachne barbata
Steirachne barbata är en gräsart som först beskrevs av Carl Bernhard von Trinius, och fick sitt nu gällande namn av Stephen Andrew Renvoize. Steirachne barbata ingår i släktet Steirachne och familjen gräs. Inga underarter finns listade i Catalogue of Life.